# Liste der denkmalgeschützten Objekte in Himberg
Die Liste der denkmalgeschützten Objekte in Himberg enthält die 16 denkmalgeschützten, unbeweglichen Objekte der Gemeinde Himberg.

## Denkmäler
| Foto |                 | Denkmal                                                              | Standort                                             | Beschreibung | Metadaten |
| ---- | --------------- | -------------------------------------------------------------------- | ---------------------------------------------------- | --- | --- |
| ja   | Datei hochladen | Friedhofsportal HERIS-ID: 8329 Objekt-ID: 4282                       | Gutenhoferstraße 36 Standort KG: Himberg             | Um 1870 errichtete historistische Portalanlage | BDA-Hist.: Q38003094 Status: § 2a Stand der BDA-Liste: 2025-06-30 Name: Friedhofsportal GstNr.: 1265/1, 1265/2                                                         |
| ja   | Datei hochladen | Pfarrhof HERIS-ID: 8132 Objekt-ID: 4080                              | Hauptplatz 6 Standort KG: Himberg                    | 1731 bis 1733 ausgebauter Hof mit Steingewändefenstern, im Kern aus dem 16. Jahrhundert                                                               | BDA-Hist.: Q37996160 Status: § 2a Stand der BDA-Liste: 2025-06-30 Name: Pfarrhof GstNr.: 904, 905 Pfarrhof (Himberg)                                                   |
| ja   | Datei hochladen | Ehem. Gutshof, Schwerthof HERIS-ID: 8131 Objekt-ID: 4079             | Hauptstraße 1 Standort KG: Himberg                   | Dreiflügeliger Gutshof, im Kern aus dem 17. Jahrhundert mit Stichkappentonnen im Erdgeschoß                                                           | BDA-Hist.: Q37996081 Status: Bescheid Stand der BDA-Liste: 2025-06-30 Name: Ehem. Gutshof, Schwerthof GstNr.: 348 Schwerthof (Himberg)                                 |
| ja   | Datei hochladen | Figurenbildstock Gnadenstuhl HERIS-ID: 8365 Objekt-ID: 4318          | bei Hauptstraße 48 Standort KG: Himberg              | Gnadenstuhlgruppe auf Pfeiler mit Bezeichnungen 1677, 1708 und 1723. Vermutlich um 1600 von Familie Teufel errichtet.                                 | BDA-Hist.: Q38003234 Status: § 2a Stand der BDA-Liste: 2025-06-30 Name: Figurenbildstock Gnadenstuhl GstNr.: 2337/3 Gnadenstuhl (Himberg)                              |
| ja   | Datei hochladen | Fischhof, Altes Mauthaus HERIS-ID: 8129 Objekt-ID: 4077              | Hauptstraße 52 Standort KG: Himberg                  | Nach Norden hin ummauerter zweigeschoßiger Gutshof, im Kern aus dem 17. Jahrhundert                                                                   | BDA-Hist.: Q37995915 Status: Bescheid Stand der BDA-Liste: 2025-06-30 Name: Fischhof, Altes Mauthaus GstNr.: 1035/1, 1035/2, 1036/1 Mauthaus (Himberg)                 |
| ja   | Datei hochladen | Fundzone Herinnere Bachörter HERIS-ID: 46120 Objekt-ID: 47790        | Alois Lehrgasse 11, in der Nähe Standort KG: Himberg | Archäologische Ausgrabungsstätte | BDA-Hist.: Q38019393 Status: Bescheid Stand der BDA-Liste: 2025-06-30 Name: Fundzone Herinnere Bachörter GstNr.: 1758, 1760, 1761, 1762                                |
| ja   | Datei hochladen | Jägerhaus HERIS-ID: 8367 Objekt-ID: 4321                             | Jägerhaus 104 Standort KG: Himberg                   | Zweigeschoßiges Jägerhaus der kaiserlichen Domäne von Laxenburg                                                                                       | BDA-Hist.: Q38003267 Status: Bescheid Stand der BDA-Liste: 2025-06-30 Name: Jägerhaus GstNr.: 1741 Jägerhaus (Himberg)                                                 |
| ja   | Datei hochladen | Kath. Pfarrkirche hl. Georg HERIS-ID: 8127 Objekt-ID: 4075           | Kirchenplatz 4 Standort KG: Himberg                  | 1130 errichteter und mehrmals erweiterter romanischer Quaderbau mit frühgotischem Chor und spätgotischem Turm                                         | BDA-Hist.: Q37995797 Status: § 2a Stand der BDA-Liste: 2025-06-30 Name: Kath. Pfarrkirche hl. Georg GstNr.: 910 Pfarrkirche Himberg                                    |
| ja   | Datei hochladen | Figurenbildstock hl. Johannes Nepomuk HERIS-ID: 8364 Objekt-ID: 4317 | vor Wienerstraße 2a Standort KG: Himberg             | Figur des Johannes Nepomuk von 1706 an einer Brücke über den Kalten Gang                                                                              | BDA-Hist.: Q38003222 Status: § 2a Stand der BDA-Liste: 2025-06-30 Name: Figurenbildstock hl. Johannes Nepomuk GstNr.: 2339/2                                           |
| ja   | Datei hochladen | Ehem. Ganzlehenhaus HERIS-ID: 8325 Objekt-ID: 4278                   | Lanzendorferstr. 8 Standort KG: Pellendorf           | Ehemaliger Meierhof, im Kern erbaut im 17. Jahrhundert.                                                                                               | BDA-Hist.: Q38003076 Status: Bescheid Stand der BDA-Liste: 2025-06-30 Name: Ehem. Ganzlehenhaus GstNr.: 15                                                             |
| ja   | Datei hochladen | Bildstock HERIS-ID: 8360 Objekt-ID: 4313                             | Spannheide 20, westlich Standort KG: Pellendorf      | Kreuzsäule an einer Weggabelung. | BDA-Hist.: Q38003150 Status: § 2a Stand der BDA-Liste: 2025-06-30 Name: Bildstock GstNr.: 192                                                                          |
| ja   | Datei hochladen | Figurenbildstock Pietà HERIS-ID: 8327 Objekt-ID: 4280                | Standort KG: Pellendorf                              | Pietà beim Ortsfriedhof. Nachdem die Säule in den Feldern zwischen Velm und Himberg lag, wurde die Mariensäule 1975 an ihren heutigen Platz versetzt. | BDA-Hist.: Q38003086 Status: § 2a Stand der BDA-Liste: 2025-06-30 Name: Figurenbildstock Pietà GstNr.: 212                                                             |
| ja   | Datei hochladen | Kreisgrabenanlage Velm HERIS-ID: 8323 Objekt-ID: 4276                | Breunloiben Standort KG: Velm                        | Archäologische Ausgrabungsstätte einer Kreisgrabenanlage Anmerkung: Gstnr. 381 liegt weitab des sonstigen geschützten Gebietes                        | BDA-Hist.: Q38003067 Status: Bescheid Stand der BDA-Liste: 2025-06-30 Name: Kreisgrabenanlage Velm GstNr.: 371/5, 313/3, 313/2, 381 Kreisgrabenanlage Velm             |
| ja   | Datei hochladen | Kath. Pfarrkirche hl. Nikolaus HERIS-ID: 8322 Objekt-ID: 4274        | Kirchengasse 5 Standort KG: Velm                     | Errichtet im 16. Jahrhundert, der Kirchturm wurde 1885 aus festem Mauerwerk errichtet.                                                                | BDA-Hist.: Q38003047 Status: § 2a Stand der BDA-Liste: 2025-06-30 Name: Kath. Pfarrkirche hl. Nikolaus GstNr.: 34, 35 Pfarrkirche Heiliger Nikolaus (Velm bei Himberg) |
| ja   | Datei hochladen | Figurenbildstock HERIS-ID: 8128 Objekt-ID: 4076                      | bei Velmerstraße 1 Standort KG: Velm                 | Gnadenstuhl an der Ortseinfahrt, wurde um 1960 an diesem Platz aufgestellt.                                                                           | BDA-Hist.: Q37995850 Status: § 2a Stand der BDA-Liste: 2025-06-30 Name: Figurenbildstock GstNr.: 220                                                                   |
| ja   | Datei hochladen | Schloss Velm HERIS-ID: 8130 Objekt-ID: 4078                          | Velmerstraße 52 Standort KG: Velm                    | In der heutigen Form nach 1800 errichtet, seit 1953 in Privatbesitz.                                                                                  | BDA-Hist.: Q37995990 Status: Bescheid Stand der BDA-Liste: 2025-06-30 Name: Schloss Velm GstNr.: 140/1, 144, 145, 191, 192, 193 Schloss Velm                           |